# La Stratégie de l'escargot
Pour plus de détails, voir Fiche technique et Distribution.
La Stratégie de l'escargot (La estrategia del caracol) est un film colombien réalisé par Sergio Cabrera, sorti en 1993.

## Synopsis
Le programme de rénovation d'un quartier du centre de Bogota menace les locataires d'un immeuble vétuste. L'un d'eux, «El Perro» Romero, éternel étudiant en droit, entraîne ses voisins dans ses projets de résistance, échaffaudant tous les stratagèmes juridiques possibles. Sans résultat, hélas, puisque les premiers d'entre eux commencent à être expulsés sans ménagement. Le vieux Jacinto, un exilé espagnol, leur propose d'appliquer la «stratégie de l'escargot». Les habitants de l'immeuble s'efforcent alors de préserver, non seulement leur toit, mais aussi leur dignité et, à cette occasion, tissent des liens qui les révèlent les uns aux autres. Certains, même, se dévoilent à eux-mêmes : tel voleur devient un homme d'honneur, tel juriste s'aperçoit qu'il ne croit plus en la loi, tel prêtre se fait complice de l'illégalité...

## Fiche technique

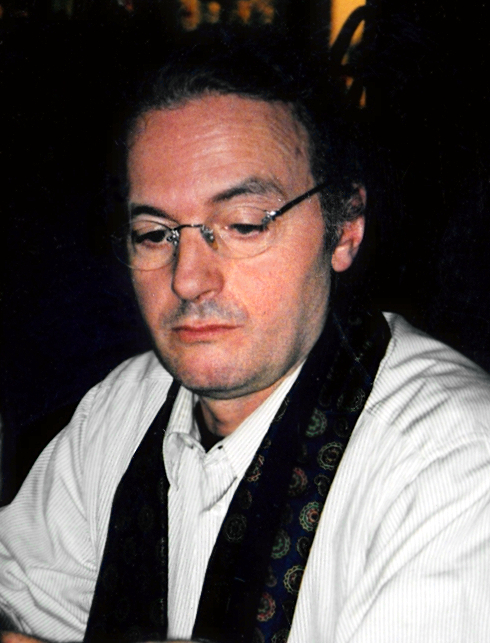
Sergio Cabrera

- Titre original : La estrategia del caracol[1]
- Réalisation : Sergio Cabrera
- Pays de production :  Colombie
- Format : couleur - 35 mm[1]
- Genre : comédie dramatique
- Durée : 115 minutes[1]
- Date de sortie : 
  - Colombie : 25 décembre 1993[1]

## Distribution
- Carlos Vives - José Antonio Pupo
- Frank Ramírez - "Perro" Romero
- Fausto Cabrera - Jacinto Ibarburen
- Vicky Hernández - Eulalia
- Ernesto Malbran - Lazaro
- Florina Leimatre - Gabriel/Gabriela
- Humberto Dorado - Víctor Honorio Mosquera
- Victor Mallarino - Dr. Holguín
- Luis Fernando Munera - Gustavo Calle Isaza "el paisa"
- Edgardo Roman - juge Díaz
- Sain Castro - Justo
- Delfina Guido - Misia Trina
- Salvatore Basile - Matatigres
- Ulises Colmenares - Arquímedes
- Luis Chiappe - Diogenes
- Luis Fernando Montoya - Hermes
- Rosa Virginia Bonilla - Dona Concepción
- Clemencia Gregory - Journaliste